# Můstek (Šumava)
Můstek (německy Brückel Berg) je s 1235 m n. m. nejvyšší hora Pancířského hřbetu. Nachází se v severní části Šumavy asi 8 km severně od Železné Rudy.

## Geologie a geomorfologie
Vrchol Můstku leží ve střední části Pancířského hřbetu asi 3 km severně od Pancíře a 5 km jihovýchodně od Prenetu. Je tvořen vložkou žulových porfyrů v jemnozrnných svorech a svorových rulách moldanubika.

## Z vrcholy
Na západním výběžku Můstku, necelé 2 km západně od vrcholu, se nachází nepojmenovaný vrchol, označený autory projektu Tisícovky Čech, Moravy a Slezska jako Můstek – Z vrchol I, vysoký 1006 m. Ten má ještě vedlejší vrchol Můstek – Z vrchol II ležící 300 m východně od hlavního a vysoký 1001 m.